# Mark Olver
Mark Olver, född 1 januari 1988, är en kanadensisk professionell ishockeyspelare som spelar för Kölner Haie i Deutsche Eishockey Liga (DEL). Olver valdes som 140:e spelare totalt av Colorado Avalanche i NHL Entry Draft 2008 och debuten i NHL kom säsongen 2010-11 där han gjorde två poäng under sin första match.
Olver har en bror Darin som också spelade i Deutsche Eishockey Liga.

## Statistik

### Klubbkarriär
| 2005–06    | Omaha Lancers                | USHL       | 59  | 5  | 20 | 25  | 72  | 2  | 0 | 0  | 0  | 0  |
| 2006–07    | Omaha Lancers                | USHL       | 57  | 29 | 35 | 64  | 84  | 5  | 3 | 3  | 6  | 18 |
| 2007–08    | Northern Michigan University | CCHA       | 39  | 21 | 17 | 38  | 59  | —  | — | —  | —  | —  |
| 2008-09    | Northern Michigan University | CCHA       | 40  | 16 | 19 | 35  | 84  | —  | — | —  | —  | —  |
| 2009-10    | Northern Michigan University | CCHA       | 40  | 19 | 30 | 49  | 48  | —  | — | —  | —  | —  |
| 2009-10    | Lake Erie Monsters           | AHL        | 6   | 2  | 0  | 2   | 4   | —  | — | —  | —  | —  |
| 2010-11    | Colorado Avalanche           | NHL        | 18  | 2  | 7  | 9   | 18  | —  | — | —  | —  | —  |
| 2010-11    | Lake Erie Monsters           | AHL        | 58  | 23 | 17 | 40  | 79  | 7  | 2 | 2  | 4  | 4  |
| 2011-12    | Lake Erie Monsters           | AHL        | 15  | 2  | 7  | 9   | 8   | —  | — | —  | —  | —  |
| 2011-12    | Colorado Avalanche           | NHL        | 24  | 4  | 3  | 7   | 15  | —  | — | —  | —  | —  |
| 2012-13    | Colorado Avalanche           | NHL        | 32  | 4  | 2  | 6   | 6   | —  | — | —  | —  | —  |
| 2012-13    | Lake Erie Monsters           | AHL        | 36  | 6  | 16 | 22  | 34  | —  | — | —  | —  | —  |
| 2013-14    | Lake Erie Monsters           | AHL        | 65  | 15 | 34 | 49  | 82  | —  | — | —  | —  | —  |
| 2014–15    | HC Sochi                     | KHL        | 1   | 0  | 1  | 1   | 0   | —  | — | —  | —  | —  |
| 2015–16    | Kloten Flyers                | NLA        | 8   | 1  | 2  | 3   | 2   | —  | — | —  | —  | —  |
| 2015–16    | Eisbären Berlin              | DEL        | 36  | 7  | 9  | 16  | 75  | 7  | 1 | 3  | 4  | 18 |
| 2016–17    | Tucson Roadrunners           | AHL        | 41  | 6  | 11 | 17  | 29  | —  | — | —  | —  | —  |
| 2016–17    | Bakersfield Condors          | AHL        | 9   | 0  | 3  | 3   | 4   | —  | — | —  | —  | —  |
| 2017–18    | Eisbären Berlin              | DEL        | 51  | 14 | 19 | 33  | 52  | 18 | 3 | 6  | 9  | 22 |
| 2018–19    | Eisbären Berlin              | DEL        | 9   | 0  | 1  | 1   | 10  | 6  | 0 | 0  | 0  | 16 |
| 2019–20    | Eisbären Berlin              | DEL        | 45  | 14 | 19 | 33  | 18  | —  | — | —  | —  | —  |
| 2020–21    | Eisbären Berlin              | DEL        | 33  | 3  | 17 | 20  | 14  | 9  | 2 | 0  | 2  | 10 |
| 2021–22    | Kölner Haie                  | DEL        | 42  | 7  | 13 | 20  | 39  | 5  | 0 | 0  | 0  | 2  |
| 2022–23    | Kölner Haie                  | DEL        | 44  | 8  | 14 | 22  | 26  | 6  | 2 | 2  | 4  | 6  |
| 2023–24    | Kölner Haie                  | DEL        | 22  | 1  | 2  | 3   | 12  | —  | — | —  | —  | —  |
| NHL totalt | NHL totalt                   | NHL totalt | 74  | 10 | 12 | 22  | 39  | —  | — | —  | —  | —  |
| DEL totalt | DEL totalt                   | DEL totalt | 282 | 54 | 94 | 148 | 246 | 51 | 8 | 11 | 19 | 74 |